# Charlie Christian
Charlie Christian, nome completo Charles Henry Christian (Bonham, 29 luglio 1916 – New York, 2 marzo 1942), è stato un chitarrista statunitense di jazz e blues. È stato uno dei primi chitarristi elettrici e una figura chiave nello sviluppo del bebop e del cool jazz. Si fece conoscere a livello nazionale come membro del Benny Goodman Sextet and Orchestra tra l'agosto 1939 e il giugno 1941. La sua tecnica a corde singole, combinata con l'amplificazione, contribuì a portare la chitarra fuori dalla sezione ritmica e alla ribalta come strumento solista. Per questo motivo, gli viene spesso attribuito il merito di aver guidato lo sviluppo del ruolo di chitarra solista negli ensemble musicali e nelle band.

## Biografia
Di origini texane ma era ancora un bambino quando la sua famiglia si trasferì a Oklahoma City nello stato omomino.Con i genitorimusicisti Charlie e i suoi due fratelli (Edward e Clarence) furono educati alla musica. In particolare fu il padre Clarence Henrym, reso cieco dalla febbre, ad istruirli; questi per mantenere la famiglia si esibiva con i figli per strada. Si esibivano nei quartieri migliori in cambio di denaro o di merci e quando Charlie fu abbastanza grande da poterli seguire dapprima li intrattenne ballando.[1] In seguito imparò a suonare la chitarra e alla morte del padre, Charlie aveva 12 anni, ne ereditò gli strumenti.[2] 
Alla Douglass High School di Oklahoma City,  vienne ulteriormente incoraggiato a imparare a suonare. Charlie avrebbe voluto suonare il sassofono tenore nella banda della scuola, ma la sua istruttrice, Breaux, insistette perché suonasse la tromba.[2] Alla fine preoccupato che lo strumento gli avrebbe forse sfigurato il labbro, lasciò la musica per dedicarsi al baseball, nel quale eccelleva.[3]
Negli anni venti e trenta il fratello Edward, pianista, dirigeva una band a Oklahoma City. Il chitarrista "Bigfoot" Ralph Hamilton su incarico del trombettista della band istruì segretamente il giovane Charlie. Hamilton gli insegnò improvvisare su gli accordi di tre canzoni: "Rose Room", "Tea for Two" e "Sweet Georgia Brown". Quando fu il momento giusto, portò Charlie a una delle tante jam session after hours al "Deep Deuce" di Oklahoma City, qui si esibiva la band di Edward; dopo qualche incoraggiamento, Edward permise a Charlie di suonare con grande sorpresa scoprì che Charles conosceva già i brani.[4]
Christian è stato associato ad un modello di chitarra in particolare Gibson ES-150, una delle prime chitarre elettrificate, tanto da essere nota come il "Charlie Christian model" (abbreviato in "C.C.").
Mentre si esibiva nel Midwest in qualche complesso di Western-Swing, venne scoperto dal produttore e talent-scout John Hammond, genero di Benny Goodman. Dopo un'audizione e qualche tentennamento venne infine assunto dal celebre clarinettista e bandleader. Questa fu la sua, e nostra, fortuna; Christian ha inciso pochissime facce a nome proprio, perché la maggior parte della sua brevissima carriera è avvenuta all'interno dell'orchestra e ancor più dei piccoli gruppi riuniti sotto il nome di Goodman (BG's sextet/septet). Con la big band di Goodman incise però Solo Flight: quel volo solitario rimane una delle sue cose migliori: è un piccolo gioiello di scrittura, Jimmy Mundy, e di improvvisazione a riff, pensato in forma di concerto per chitarra e orchestra.
Altre importanti sessions sono quelle con Lionel Hampton (con il giovane Dizzy Gillespie, Benny Carter e i tre sax tenori Hawkins, Webster e Chu Berry), Lester Young (Kansas City six) e Edmund Hall (Celeste quartet). Un posto a parte rappresentano le storiche jam session registrate, fortunosamente, al Minton's  Playhouse: qui incontrò Thelonious Monk, Gillespie, Hot Lips Page, Don Byas e Kenny Clarke, qui si posero le basi del futuro bebop.
Nel 1939 a Christian, appena ventitreenne, venne diagnosticata una grave forma di tubercolosi, per la quale venne più volte ricoverato a partire dal 1940. In quegli anni non vi erano particolari ed efficaci cure contro la tubercolosi, il che portò al peggioramento delle condizioni fisiche dell'artista. Charlie Christian morì due anni dopo il suo primo ricovero, il 2 marzo 1942. Il corpo venne seppellito nella città natale, ma la lapide identificativa non fu mai incisa, lasciando quindi un alone di mistero sul luogo esatto della sepoltura.

## Discografia
Integrale di quanto inciso da Christian nel suo brevissimo periodo di attività (1939-41). Sono incluse le alternate takes e le incisioni dal vivo.
- 1939.01 -  Complete Edition Vol 1 - Masters Of Jazz
- 1939.02 -  Complete Edition Vol 2 - Masters Of Jazz
- 1939-40 -  Complete Edition Vol 3 - Masters Of Jazz
- 1940.01 -  Complete Edition Vol 4 - Masters Of Jazz
- 1940.02 -  Complete Edition Vol 5 - Masters Of Jazz
- 1940-41 -  Complete Edition Vol 6 - Masters Of Jazz
- 1940.01 -  Complete Edition Vol 7 - Masters Of Jazz
- 1940.02 -  Complete Edition Vol 8 - Masters Of Jazz
- 1939-41 -  Complete Edition Vol 9 - Masters Of Jazz

Qualora non fossero disponibili i volumi precedenti si consigliano i seguenti (i primi due cofanetti contengono grossomodo gli stessi brani):
- 1939-41 - The Genius of the Electric Guitar (Columbia/Legacy, 2002) 4CD box set

- 1939-41 - Complete Studio Recordings (Definitive, 2000) 4CD box set
- 1939-41 - Complete Live Recordings (Definitive, 2001) 4CD box set